# XXXIX Festival Internacional de Cinema Fantàstic de Catalunya
La XXXIX edició del Sitges Festival Internacional de Cinema de Catalunya (abans, Festival Internacional de Cinema Fantàstic de Sitges) es va organitzar del 9 al 18 d'octubre de 2006 dirigida per Àngel Sala. En aquesta edició es va dedicar una retrospectiva a David Lynch pel 20è aniversari de l'estrena de Vellut blau i fou inaugurada amb El laberinto del fauno de Guillermo del Toro, qui també serà protagonista d'un Special Focus sobre la seva filmografia. També es convoca en aquesta edició la secció "Oficial Première", que presenta fora de competició 12 grans produccions d'estrena imminent. Tornà a destacar per la quantitat i qualitat de les produccions asiàtiques.

## Pel·lícules projectades

### Oficial Première
- The Wicker Man de Neil LaBute
- A Scanner Darkly de Richard Linklater
- La caixa Kovak de Daniel Monzón
- Perhaps Love (Ruguo Ai) de Peter Chan
- Dragon Tiger Gate (Lung Fu Mun) de Wilson Yip
- Captivity de Roland Joffé
- The Fountain de Darren Aronofsky
- Pulse de Jim Sonzero
- Scoop de Woody Allen
- El llibre negre de Paul Verhoeven
- Children of Men d'Alfonso Cuarón[4]

### Secció oficial Fantàstic
- Requiem de Hans-Christian Schmid
- 13 Tzameti de Géla Babluani
- Den brysomme mannen de Jens Lien
- Rohtenburg (Grimm Love) de Martin Weisz
- 46-okunen no koi de Takashi Miike
- Coisa Ruim de Tiago Guedes i Frederico Serra
- Brick de Rian Johnson
- Fido d'Andrew Currie
- Time de Kim Ki-duk
- L'hoste de Bong Joon-ho
- El laberinto del fauno de Guillermo del Toro
- Fong juk (Exiled) de Johnnie To
- The Ungodly de Thomas Dunn
- "Homecoming" de Joe Dante
- "John Carpenter's Cigarette Burns" de John Carpenter
- Princess d'Anders Morgenthaler
- Right at Your Door de Chris Gorak
- Sisters de Douglas Buck
- Taxidermia de György Pálfi
- Els abandonats de Nacho Cerdà
- La Science des rêves de Michel Gondry /
- Ells de David Moreau i Xavier Palud /
- Renaissance de Christian Volckman /
- La hora fría d'Elio Quiroga

### Secció Orient Express
- Dragon Tiger Gate (Lung Fu Mun) de Wilson Yip
- Election 2 de Johnnie To
- Re-cycle dels germans Pang
- Camino a Bollywood de Raquel Barrera
- Dog Bite Dog de Cheang Pou-soi
- Hyeongsa de Lee Myung-se
- Tung mung kei yuen de Teddy Chan
- Paheli d'Amol Palekar
- Zhai bian de Leste Chen
- Ghost Of Mae-Nak de Mark Duffield
- Strange Circus (Kimyo Na Sakasu) de Sion Sono
- Executive Koala (Koala Kacho) de Minoru Kawasaki
- Tokyo Zombie de Sakichi Sato

### Secció Anima't
- La noia que saltava a través del temps de Mamoru Hosoda
- Shisha no Sho de Kihachirō Kawamoto
- Paprika de Satoshi Kon
- Tachiguishi-Retsuden de Mamoru Oshii
- Origin: Spirits of the Past de Keiichi Sugiyama

### Europa Imaginària
- Lancelot du Lac (1974) de Robert Bresson[5]
- Parsifal (1982) de Hans-Jürgen Syberberg
- Perceval le Gallois (1978) d'Eric Rohmer
- Ulisse (1954) de Mario Camerini
- Maciste a l'infern (1962) de Riccardo Freda
- The Tales of Hoffmann (1951) de Michael Powell

### Secció Mondo Macabro
- Jaka Sembung (The Warrior) [1981] de Sisworo Gautama Putra
- Golok Setan (The Devil's Sword) [1983] de Ratno Timoer
- The Ghost (2006) de Deepak Ramsay
- Woman Of Mud (2000) de Rico María Ilarde
- The Boxer's Omen (1983) de Kuei Chih-Hung
- The Island (1985) de Po-Chih Leong
- Oily Maniac (1976) de Ho Meng Hua

## Jurat
El jurat internacional era format per Leticia Dolera, Tom Schiller, Carlos Losilla (crític de cinema), Monte Hellman i Pilar Pedraza Martínez.

## Premis
Els premis d'aquesta edició foren:
| Categoria                                                      | Premiat                                                                | Treball                                |
| -------------------------------------------------------------- | ---------------------------------------------------------------------- | -------------------------------------- |
| Premi al millor director                                       | Martin Weisz                                                           | Rohtenburg                             |
| Premi a la millor pel·lícula                                   | Requiem                                                                | Hans-Christian Schmid                  |
| Premi a la millor actriu                                       | Sandra Hüller                                                          | Requiem                                |
| Premi al millor actor                                          | Thomas Kretschmann Thomas Huber                                        | Rohtenburg                             |
| Premi al millor guió                                           | Sam Hamm                                                               | Masters of Horror Episodi "Homecoming" |
| Premi a la millor fotografia                                   | Jonathan Sela                                                          | Rohtenburg                             |
| Premi al millor banda sonora                                   | Arnaud Taillefer                                                       | 13 Tzameti                             |
| Premi als millors efectes especials                            | Jang Heui-cheol                                                        | L'hoste                                |
| Premi al millor make-up                                        | Jin Jang                                                               | Time                                   |
| Premi a la millor direcció artística                           | Are Sjaastad                                                           | Den brysomme mannen                    |
| Premi al millor Curtmetratge                                   | Luiso Berdejo                                                          | For(r)est in the Des(s)ert             |
| Premi al millor Curtmetratge                                   | Simon Rumley                                                           | The Handyman                           |
| Premi Especial del Jurat                                       | "Homecoming"                                                           | Joe Dante                              |
| Premi Gertie al millor llargmetratge d'animació                | La noia que saltava a través del temps                                 | Mamoru Hosoda                          |
| Premi Gertie al millor curtmetratge d'animació                 | Dreams and Desires – Family Ties                                       | Joanna Quinn                           |
| Premi Gertie al millor curtmetratge d'animació Menció especial | Shisha no Sho                                                          | Kihachirō Kawamoto                     |
| Premi Orient Express                                           | L'hoste                                                                | Bong Joon-ho                           |
| Premi Carnet Jove Fantàstic                                    | Fong juk                                                               | Johnnie To                             |
| Premi Carnet Jove Midnight X-Treme                             | What Is It?                                                            | Crispin Glover                         |
| Premi Carnet Jove Menció Especial                              | Behind the Mask: The Rise of Leslie Vernon                             | Scott Glosserman                       |
| Premi Carnet Jove Menció Especial                              | "John Carpenter's Cigarette Burns"                                     | John Carpenter                         |
| Premi Noves Visions                                            | Edmond                                                                 | Stuart Gordon                          |
| Premi Noves Visions. Menció Especial                           | The Living and the Dead                                                | Simon Rumley                           |
| Premi Nova Autoria Millor direcció                             | Jorge Tur Moltó                                                        | De función                             |
| Premi Nova Autoria Millor guió                                 | David Jiménez, Joseph Lluïs Marín, Rubén Molina Ferreira, Albert Solà  | Bowman                                 |
| Premi Nova Autoria Millor música original                      | Roger Padilla                                                          | No quiero la noche                     |
| Premi Méliès d'argent al millor llargmetratge                  | Princess                                                               | Anders Morgenthaler                    |
| Premi Méliès d'argent al millor curtmetratge                   | Doodle                                                                 | Sam Rogers                             |
| Premi Ciutadà Kane a la direcció revelació                     | Brick                                                                  | Rian Johnson                           |
| Premi de la Crítica José Luis Guarner                          | Requiem                                                                | Hans-Christian Schmid                  |
| Premi Honorífic Màquina del Temps                              | Alejandro Amenábar Alejandro Jodorowsky Howard Berger Kiyoshi Kurosawa |                                        |
| Premi Honorari "María"                                         | Luis de Val                                                            |                                        |
| Premi Nosferatu                                                | Víctor Israel                                                          |                                        |
| Gran Premi Honorari                                            | Paul Verhoeven                                                         |                                        |